# Regió de Wiesbaden
La Regió de Wiesbaden (en alemany: Regierungsbezirk Wiesbaden) va ser una regió administrativa (Regierungsbezirk) de la província de Hessen-Nassau, a Prússia i posteriorment de l'estat de Hessen. Va existir des del 1867 fins al 1968. La seva capital era la ciutat de Wiesbaden.

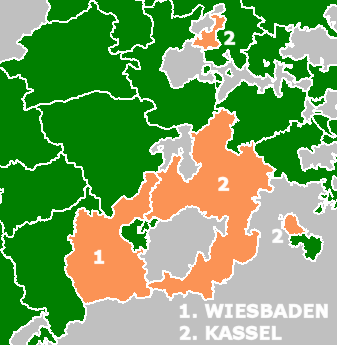
Regions de la Província de Hessen-Nassau al 1878

## Història
Després de les annexions prussianes al acabar la guerra austro-prussiana de 1866, la regió de Wiesbaden va ser creada pel 22 de març de 1867 a partir dels antics membres de la Confederació Germànica: el Ducat de Nassau, la Ciutat Lliure de Frankfurt i amb part del Landgraviat de Hessen-Homburg. La regió de Wiesbaden va ser una de les dues subdivisions polítiques (juntament amb la regió de Kassel) que va formar la província de Hessen-Nassau.
El 1945 es va separar la part nord-oest de la regió, quan la regió de Wiesbaden es va dividir entre la zona d'ocupació nord-americana i francesa a Alemanya. El gruix de la regió amb la ciutat de Wiesbaden va continuar existint com una regió dins del nou estat de Hessen. La part nord-oest separada va formar una nova regió, la regió de Montabaur dins de l'estat de Renània-Palatinat.
El 1968, la regió de Wiesbaden va ser dissolta, i el seu territori es va fusionar a la regió de Darmstadt.